# De Molt
De Molt is een bosgebied in de gemeente Gulpen-Wittem in de Nederlandse provincie Limburg. Het bos ligt ten zuidwesten van Kosberg, ten westen van Epen, ten noordwesten van Eperheide en ten oosten van Heijenrath. In het noorden gaat het bos over in het Kruisbos, in het zuiden ligt aan de overzijde van de weg het Onderste Bosch.
De Molt is een hellingbos en ligt op de oostrand van het Plateau van Crapoel. In het bos begint het dal van Bissen dat in noordoostelijke richting naar Mechelen loopt. Het dalletje wordt verder aan de noordwestzijde begrensd door de hellingen van de bossen Kruisbos en Schweibergerbos, aan de zuidoostzijde door de aflopende heuvelrughelling van Kosberg en Schweiberg.